# 2MASS J11595433+2019212
2MASS J11595433+2019212 ou PSO J179.9763+20.3225 est un quasar émetteur d'infrarouges. 2MASS J1159 se situe dans la constellation de La Chevelure de Bérénice à 7.4 milliards d'années-lumière,,. Il a été découvert par le Sloan Digital Sky Survey Pipeline dans une étude du ciel profond dans le domaine des infrarouges. Cette étude résultera dans la découverte de 44 quasars lointains dont 2MASS J1159.

## Caractéristique de 2MASS J11595433+2019212
2MASS J11595433+2019212 est un quasar émetteur de rayons infrarouges, c'est l'ionisation du deutérium qui est responsable de l'émission infrarouge de 2MASS J1159.
Il fait partie de la catégorie des radio-silencieux.